# Булос, Иван
Иван Булос Герреро (исп. Ivan Bulos Guerrero; род. 20 мая 1993 года, Лима, Перу) — перуанский футболист, нападающий. Ранее играл в составе сборной Перу.

## Клубная карьера
Булос — воспитанник клуба «Ригистас Лима» из своего родного города. В 2010 году им интересовались «Альянса Лима» и аргентинский «Банфилд», но Иван подписал контракт со «Спортинг Кристал». 30 июля 2011 года в матче против «Мельгара» Булос дебютировал в перуанской Примере, заменив во втором тайме Тарека Каррансу. По окончании сезона Иван перешёл в льежский «Стандард» и для получения игровой практики сразу же был отдан в аренду в «Сент-Трюйден». 8 сентября в поединке против «Уайт Стар Брюссель» он дебютировал во Втором дивизионе Бельгии. Летом 2013 года Иван вновь был отдан в аренду, его новым клубом стал «Университарио», но дебютировать за команду он так и не смог.
В 2015 году Булос окончательно вернулся на родину, подписав контракт со столичным «Депортиво Мунисипаль». 2 мая в матче против «Универсидад Сесар Вальехо» он дебютировал за новую команду. В этом же поединке Иван забил свой первый гол. По итогам сезона он забил девять мячей, став одним из лучших бомбардиров команды.
В начале 2016 года Булос перешёл в чилийский «О’Хиггинс». В матче против «Универсидад де Чили» он дебютировал в чилийской Примере. 24 апреля в поединке против «Кобресаль» Иван забил свой первый гол за «О’Хиггинс». В начале 2017 года Булос присоединился к португальской «Боавиште». 4 февраля в матче против «Шавиша» он дебютировал в Сангриш лиге. 18 февраля в поединке против «Фейренсе» Иван забил свой первый гол за «Боавишту».

## Карьера в сборной
В 2013 году в составе молодёжной сборной Перу Булос участвовал в молодёжном чемпионате Южной Америки в Аргентине. На турнире он сыграл в матчах против команд Парагвая, Венесуэлы и дважды Уругвая.
5 сентября 2015 года в товарищеском матче против сборной США Булос дебютировал за сборную Перу, заменив во втором тайме Даниэля Чавеса.